# 장성 입암산성
장성 입암산성(長城 笠岩山城)은 전라남도 장성군 입암산에 쌓은 산성이다. 1993년 11월 10일 대한민국의 사적 제384호로 지정되었다.

## 개요
전라남도(광주권)를 방어하는데 중요한 곳으로 노령산맥에 이어져 전라북도 정읍과 경계를 이루고 있는 산성이다. 높이 626ｍ인 입암산의 계곡 능선을 따라 만든 포곡식 산성으로 약 3.2km정도 남아 있다.
입암산성은 많은 고문헌에 기록이 남아 있으나 초축에 대하여는 확인할 수 있는 기록은 없고, 산성에 대한 최초 기록은 '고려사'와 '고려사절요'에서 확인되는데, 1256년(고종 43)에 송군비장군이 몽골군과의 전투에서 승리한 내용이 수록되어 있어 고려시대 이전부터 성이 있었던 것으로 짐작된다.
조선시대 태종 9년(1409)에 고쳐 쌓고 훗날 이귀와 이귀형이 성의 폭을 넓히고 낮은 곳을 높이 쌓았다. 현재 남문과 북문은 옛 모습 그대로 남아있다.
성벽은 수직에 가까우며 물을 막아 충분한 양의 물을 준비해 오랜 시간 성을 지킬 수 있도록 한, 조선 후기 방어시설의 대표적인 유적으로 평가되고 있다.

## 구조와 현재 모습
입암산 봉우리를 둘러싸고 있으며, 총 길이 15킬로미터에 이르렀고, 높이는 3미터이다. 지금도 남문과 북문이 그대로 남아 있다. 본래 별장본관, 군기고, 공남루, 장경사, 흥경사, 인경사, 옥정사 등이 있었으나, 지금은 모두 없어지고 윤진 순의비만 남아있다.

## 관련 역사
1256년 몽골의 제6차 침공이 있을 때 송군비(宋君斐)가 쌓았다고 전해진다. 이 때 전북 지방 전체를 점령한 몽골군은 차라대를 주장으로 전남 지방 전체를 공략하려고 했는데, 입암산성도 함락시키진 못했다. 임진왜란 때도 일본군을 맞아 싸웠던 곳으로 당시 별장 윤진(尹軫)이 전사했다.

## 참고 자료
- 장성 입암산성 - 국가유산청 국가유산포털